# Bennie Maupin
Bennie Maupin (Detroit (Michigan), 29 april 1940) is een Amerikaanse jazzmusicus. Hij bespeelt de (tenor)saxofoon, basklarinet en dwarsfluit. 

## Levensloop
Maupin kreeg zijn muzikale opleiding op de klarinet aan de Detroit Institute for Musical Arts en vertrok daarna (1963) naar New York. Aldaar kwam hij in aanraking met (aanstaande) beroemdheden uit de jazzwereld. Daarnaast heeft hij nog samengewerkt met Chick Corea en is beïnvloed door Sonny Rollins. Zijn solorepertoire is relatief beperkt voor een muzikant die met zoveel jazzmusici heeft gespeeld.

## Discografie

### Soloalbums
- 1974: The Jewel in the Lotus
- 1977: Slow Traffic to the Right
- 1978: Moonscapes
- 1998: Driving While Black on Intuition with Patrick Gleeson
- 2004: Like a Dream with Adam Benjamin, Mark Ferber, Larry Koonse, Chuck Manning, Brad Mehldau, Darek Oles, Nate Wood
- 2006: Penumbra with Munyungo Jackson, Darek Oles, Michael Stephans
- 2008: Early Reflections

### Meegespeeld
- Mike Nock: "Almanac"
- Lee Morgan: "Live At The Lighthouse", "Caramba"
- Miles Davis: "Bitches Brew", "A Tribute To Jack Johnson", "Big Fun", "On The Corner"
- Herbie Hancock: "Mwandishi", "Crossings", "Sextant", "Secrets", "Dis Is Da Drum"
- Herbie Hancock and the Headhunters: "Head Hunters", Thrust, "Man-Child", "Secrets", "V.S.O.P.", "Sunlight"
- Eddie Henderson: "Inside Out", "Equinox"
- McCoy Tyner: "Together", "Tender Moments"
- Marion Brown: "Juba Lee"
- Mike Clark: "Actual Proof"
- Headhunters: "Survival of the Fittest"
- Horace Silver: "Serenade to a Soul Sister" (Blue Note, 1968) en "You Gotta Take a Little Love" (Blue Note, 1969)

- Bibliothèque nationale de France: cb138972393 (data)
- Gemeinsame Normdatei: 134458338
- International Standard Name Identifier: 0000 0001 1494 4908
- Library of Congress Control Number: nr90020703
- MusicBrainz: c0050289-6969-437d-be83-0fcb608ead5c
- Nationale Bibliotheek van Tsjechië: ola2002157924
- Nationale Bibliotheek van Israël: 987007420401405171
- Système universitaire de documentation: 080564216
- Virtual International Authority File: 84970387
- WorldCat: E39PBJgX8ccp69hcPpWVtTYtrq